# Água Branca (kommun i Brasilien, Alagoas, lat -9,27, long -37,92)
Água Branca är en kommun i Brasilien.   Den ligger i delstaten Alagoas, i den östra delen av landet, 1 300 kilometer nordost om huvudstaden Brasília. Antalet invånare är 19 376. Arean är 455 kvadratkilometer.
Terrängen i Água Branca är varierad.
Följande samhällen finns i Água Branca:
- Água Branca

Omgivningarna runt Água Branca är huvudsakligen savann. Runt Água Branca är det ganska glesbefolkat, med 39 invånare per kvadratkilometer.